# École Duperré
A párizsi École Duperré egy állami művészeti és formatervezési főiskola.
Az École Duperré a divat és a textil, valamint a környezetvédelem és a grafikai tervezés területén alkotó hallgatókat oktat. Képzési programjaik vannak a textil (hímzés, szövés és kárpit) és a kerámia területén tervezőknek-alkotóknak is.

## Híres diplomások
- Jean Giraud, francia képzőművész, karikaturista és író, a hagyományos francia-belga képregény művészetének meghatározó képviselője